# Genaro Strobel

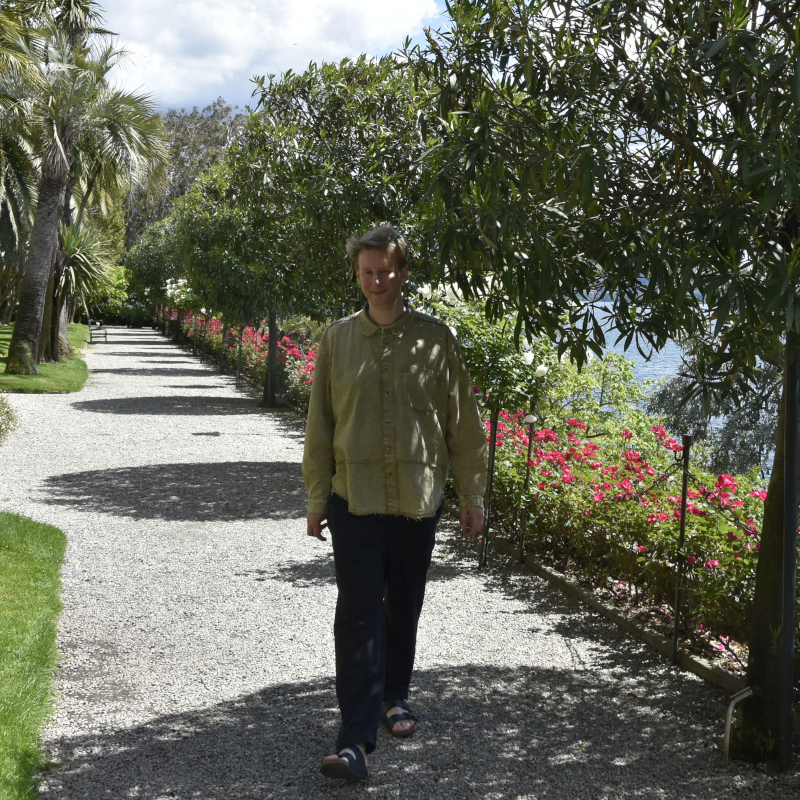
Portrait Genaro Strobel (2024)

Genaro Strobel (* 5. September 1984 in Frankfurt am Main) ist ein deutscher bildender Künstler, der für seine großformatigen Werke national und international bekannt geworden ist. Diese stellt er in einer von ihm im Jahr 2010 entwickelten Bildfindungstechnik her, die Fotografie, Malerei, Zeichnung und Collage einbezieht.

## Biografie
Genaro Strobel wurde am 5. September 1984 als Sohn von Ursula und Werner Strobel in Frankfurt am Main geboren. Er studierte von 2006 bis 2007 an der Universität der Künste Berlin und von 2007 bis 2010 an der Kunsthochschule Berlin-Weißensee bei Antje Majewski, Werner Liebmann und Hanns Schimansky. Von 2010 bis 2014 studierte er an der Hochschule für Grafik und Buchkunst Leipzig bei Heribert C. Ottersbach, wo er 2014 sein Studium abschloss.

## Werk
Genaro Strobel ist für seine monumentalen Holzschnitte bekannt geworden. Der Schaffensprozess beginnt mit der Konzeption und Ideen-Findung, gefolgt von dem Erstellen der Fotografien, die mit Hilfe von Hochpräzisionslasern in Holzgravuren umgesetzt werden. Danach folgt der Prozess im Atelier, wo Strobel mit ölbasierten Farben Bilder auf die Druckstöcke malt und diese abdruckt. Als Ausgangsmaterial benutzte Strobel etwa eigene Aufnahmen des UNESCO-Weltnaturerbes Grube Messel, Fotografien, die auf einer Erfindermesse in Darmstadt entstanden sind oder solche aus Berlin und seinem Umland.
Die paläontologische Forschungsstätte Grube Messel beschreibt Strobel als ein Ort, der sich mit Aspekten seiner Arbeitsweise vergleichen lässt: „Man weiß nicht genau, was man findet.“ Seit 2020 arbeitet Strobel mit einer digitalen Mittelformatkamera. In dem Arbeitsprozess ist die Maserung und Struktur des Holzes der verwendeten Schälfurnierplatten (Birke, Kiefer oder Pappel) ein wichtiger Teil der bildnerischen Komposition. Weitergehend entstehen die Werke aus gestischer, abstrakter Malerei und Farbflächen.
Die Genauigkeit von Fotoapparat und Laser bringt Strobel mit der Freiheit des Pinselstrichs zusammen: „Genaro Strobel […] nutzt die Druckgrafik, die er in Leipzig studiert hat, mit Exzellenz aber er sprengt zugleich ihre traditionellen Grenzen, indem er diesen Bildern intensive Stimmungsgehalte beigibt, manchmal sogar selbst mit dem Pinsel agiert.“
Manche seiner Werke erreichen eine Höhe von bis zu vier Metern und sieben Metern in der Breite. Diese Entwicklung zur Monumentalität begann im Jahr 2018 als Artist in Residence im Atelierhaus von Charlotte-Prinz in Darmstadt-Arheilgen.
Strobel empfindet den Werkstoff Holz als eine Art Reliquie: „Wo der druckgrafische Prozess gewöhnlich auf reproduzierbare Bilder hinausläuft und die Presse nie stillsteht, überdauert hier das Holz im Hintergrund als eine Erinnerung an den Preis des menschlichen Eingriffs in die Natur, vielleicht auch des Bilderkonsums oder, nach anderer Lesart, als eine Art von natürlicher Reliquie, von der eine magische Kraft ausgeht.“
Tanja Zocher, Kunsthistorikerin, schreibt über den Künstler: „Es ist faszinierend, wie er sich das traditionelle Medium des Holzschnitts mit Hilfe modernster Lasertechnologie zu eigen gemacht hat. Absolut einzigartig ist dabei nicht nur der Detailreichtum und die Präzision der Drucke, sondern ganz besonders ihre Größe …“.

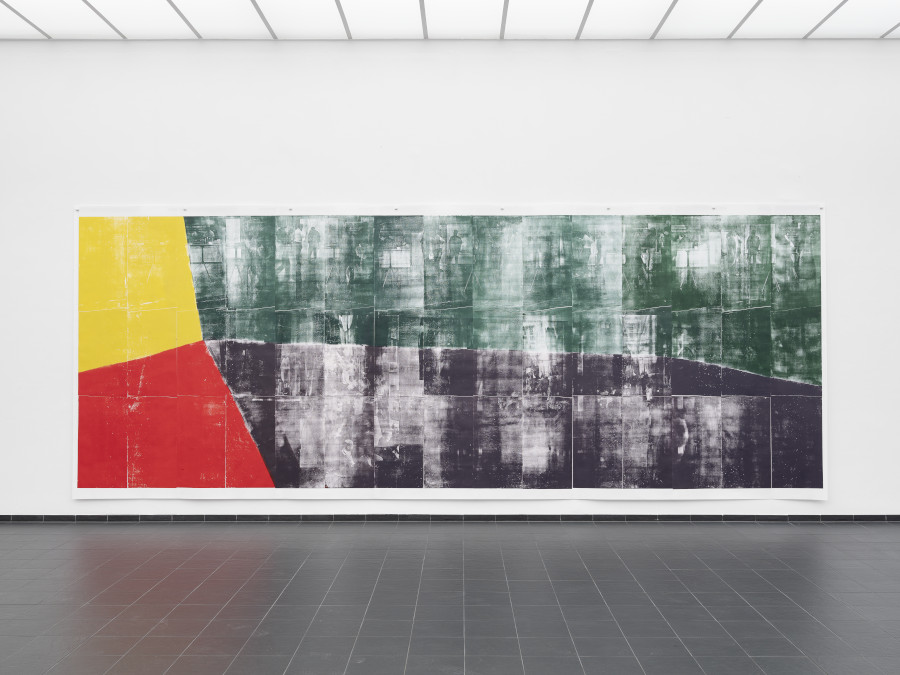
Farbkreis 1, Genaro Strobel, Ausstellungsansicht, Kunsthalle Darmstadt, 2021 (Fotografie: Niels Schadbrod)

## Einzelausstellungen (Auswahl)
- 2014 Genaro Strobel, 1822 Forum, Frankfurt am Main[9]
- 2021 Genaro Strobel Size, Kunsthalle Darmstadt
- 2022 Genaro Strobel Shining Bright, Priska Pasquer Gallery, Köln[10]
- 2023 Everyday to Come. Mit Jane Benson, Priska Pasquer Gallery, Paris[11]
- 2024 Genaro Strobel Wolkenuhr, Kunsthalle Darmstadt[12]

## Auszeichnungen
- 2018 bis 2020 Charlotte-Prinz-Stipendiat der Wissenschaftsstadt Darmstadt[13]

## Sammlungen (Auswahl)
- Hessisches Landesmuseum Darmstadt
- Institut Mathildenhöhe, Städtische Kunstsammlung Darmstadt